# El laberinto (novela)
El laberinto es una novela del escritor argentino Manuel Mujica Lainez, publicada en el año 1974. Ambientada en la España del siglo XVI, participa de los subgéneros de Novela histórica y Novela picaresca

## Sinopsis
La novela está protagonizada por Ginés de Silva, hijo de un hidalgo toledano, rico en nobleza y pobre en recursos. 
En Toledo conoce al Greco, y gracias a sus buenos oficios como paje consigue que le incluya en el cuadro que está realizando en ese momento, El entierro del conde de Orgaz. 
Destinado por su padre a la carrera eclesiástica, como era tradición por ser el segundón, él no está de acuerdo y decide marchar de casa y probar fortuna lejos de su Toledo natal.
La novela se estructura en tres partes.
- Parte 1. Transcurre en España. Ginés marcha desde Toledo hasta Sevilla, donde conoce a Lope de Vega y al Inca Garcilaso. Allí se enrola en la expedición de la Armada Invencible, que tan desastroso final tuvo
- Parte 2. Transcurre en América. En parte para buscar fortuna y en parte por huir de la justicia, se embarca hacia Sudamérica y recorre el subcontinente
- Parte 3. Una especie de epílogo. Ginés, ya anciano y establecido en Argentina, se entrega al ascetismo y se prepara para una muerte cristiana. Sin embargo, se ve envuelto en una última e inesperada aventura